# Arothron nigropunctatus
Arothron nigropunctatus är en fiskart som först beskrevs av Bloch och Schneider 1801.  Arothron nigropunctatus ingår i släktet Arothron och familjen blåsfiskar. Inga underarter finns listade i Catalogue of Life.

## Bildgalleri

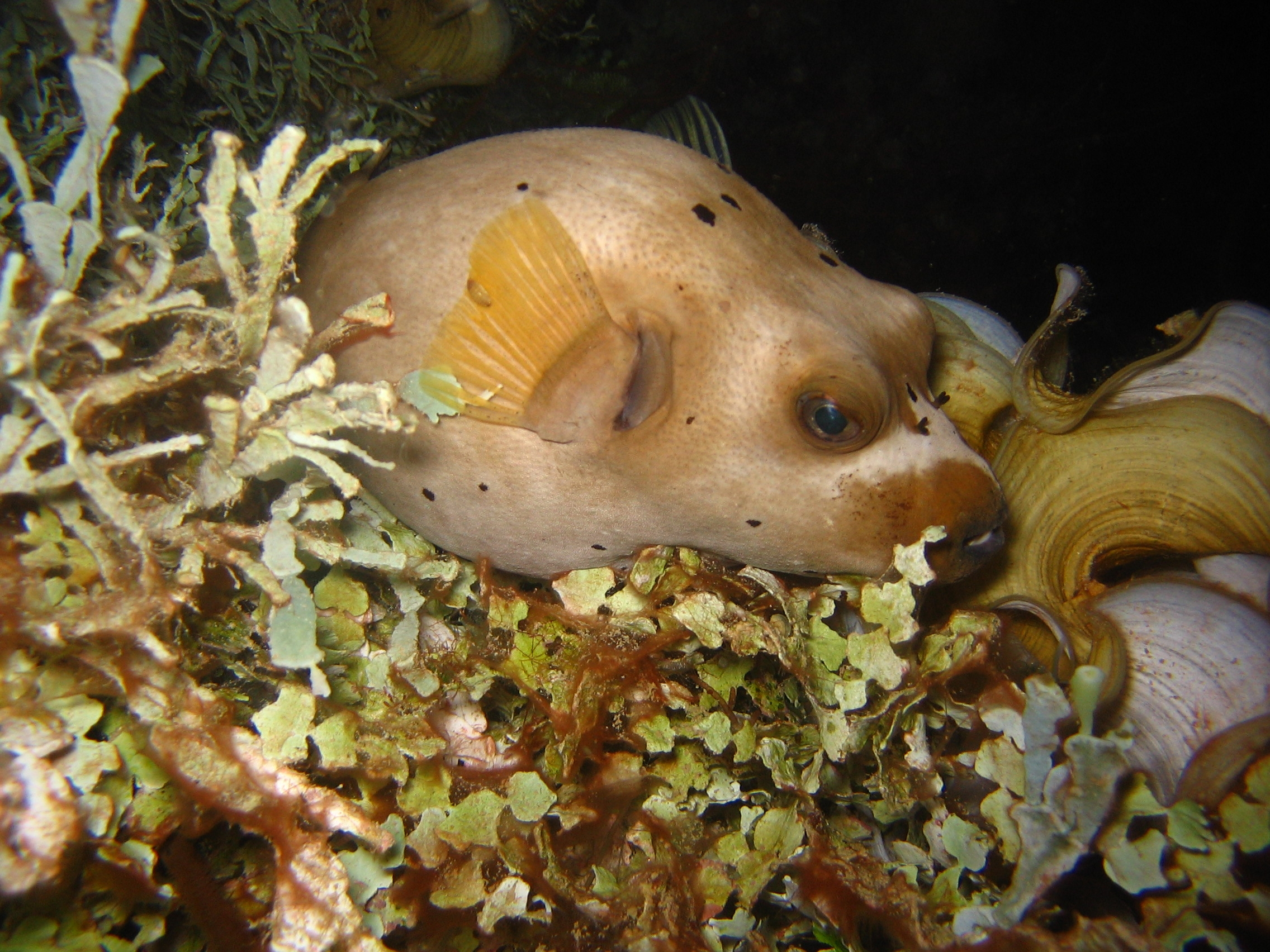
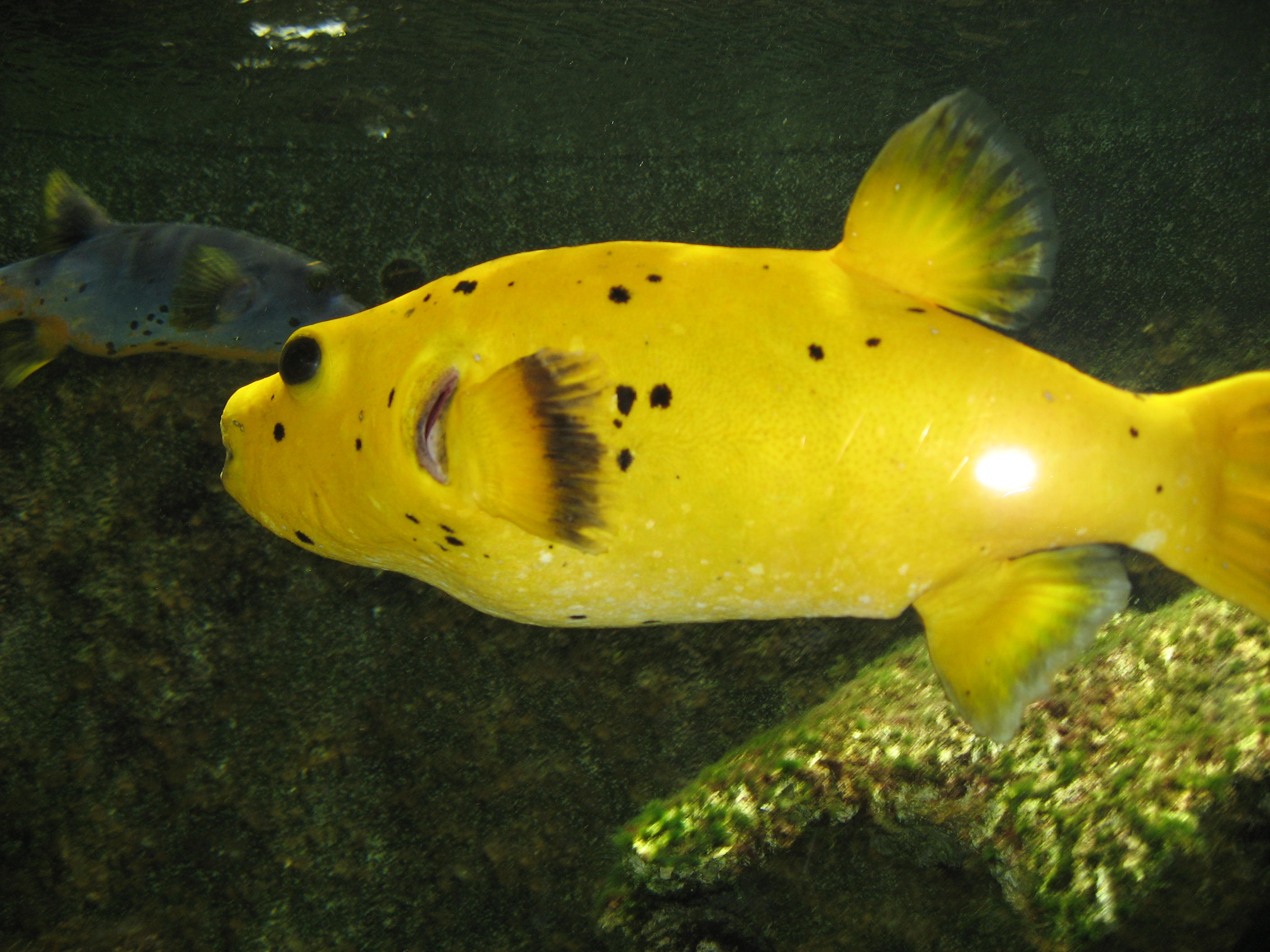
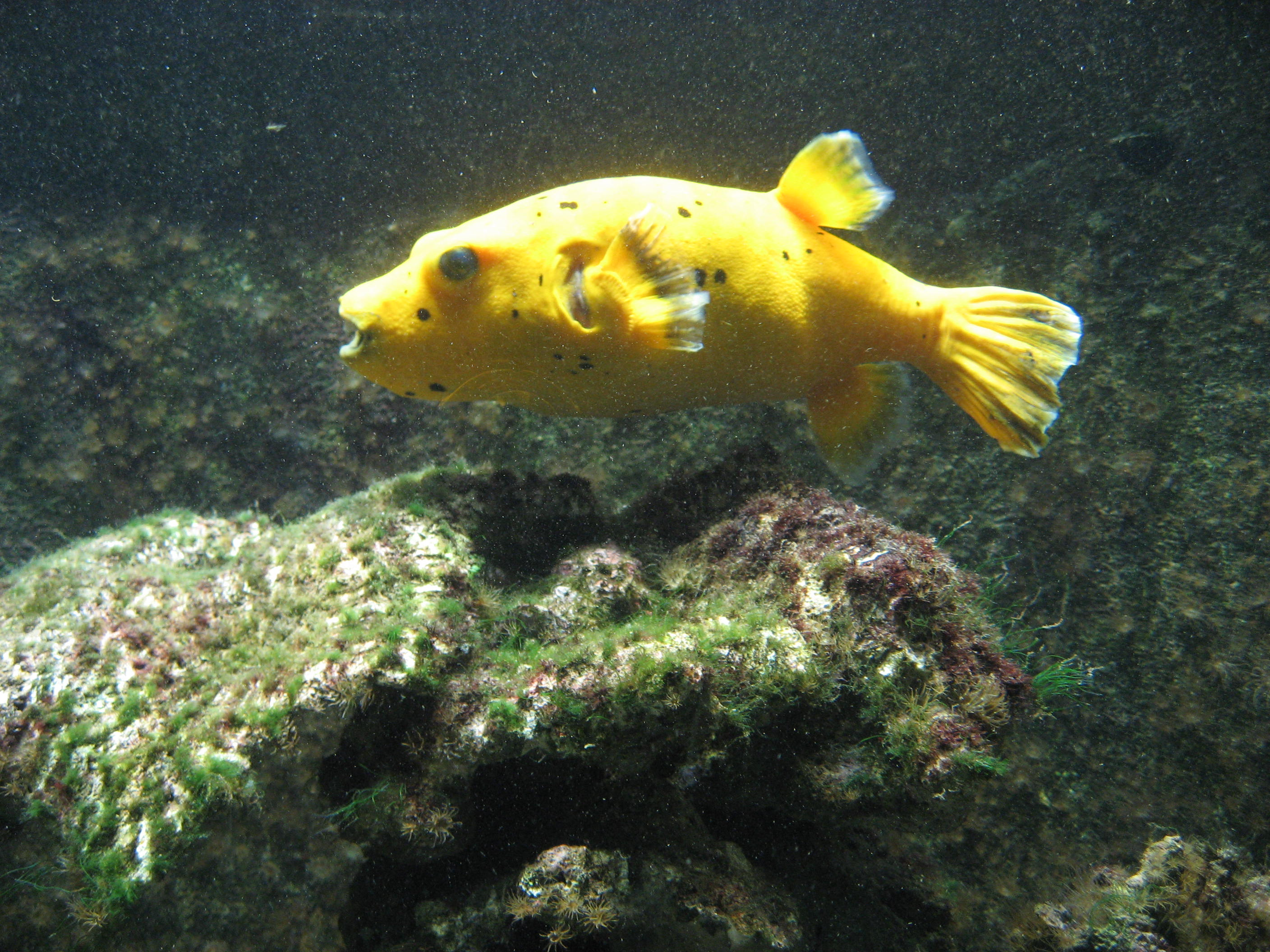
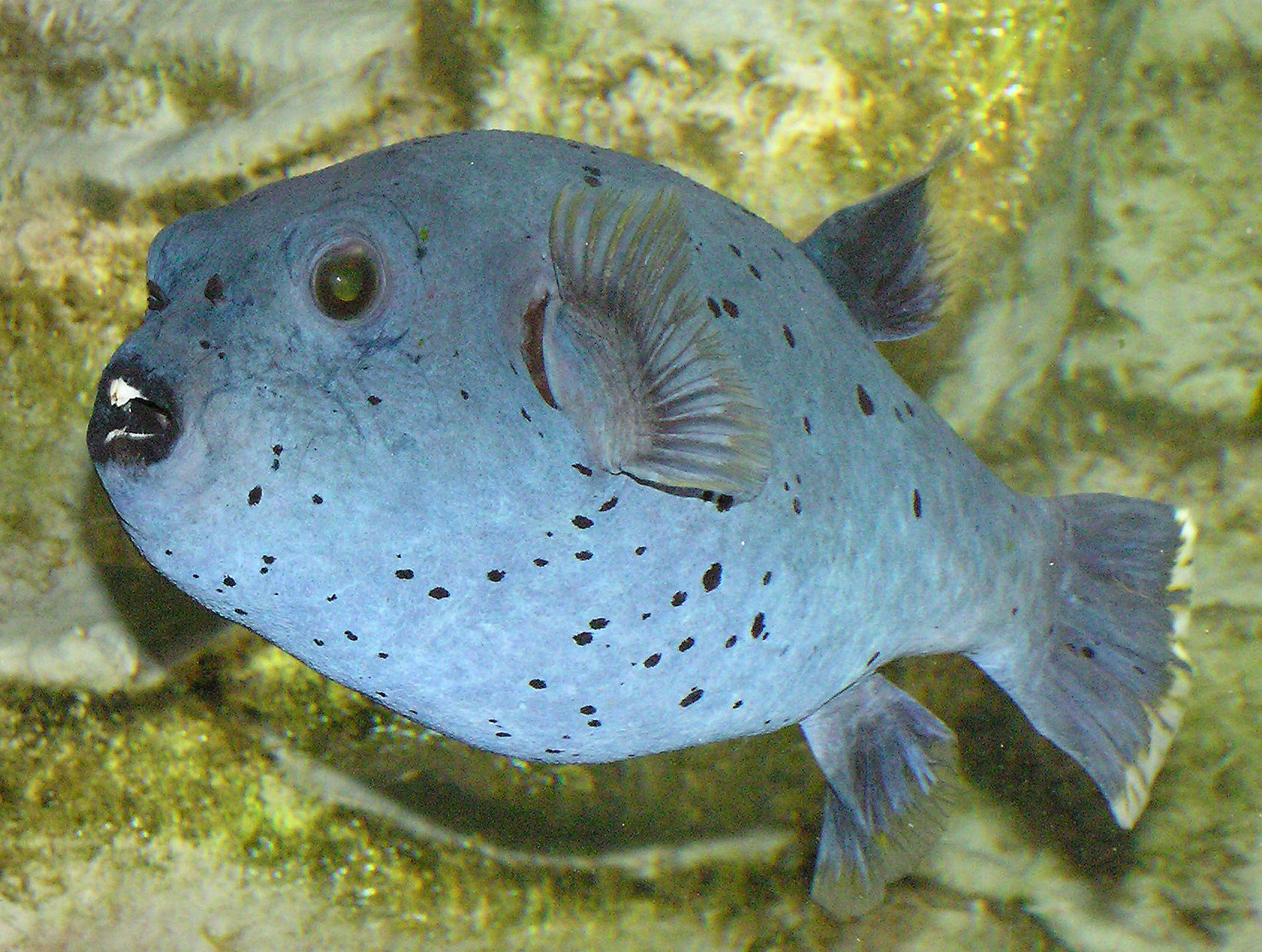
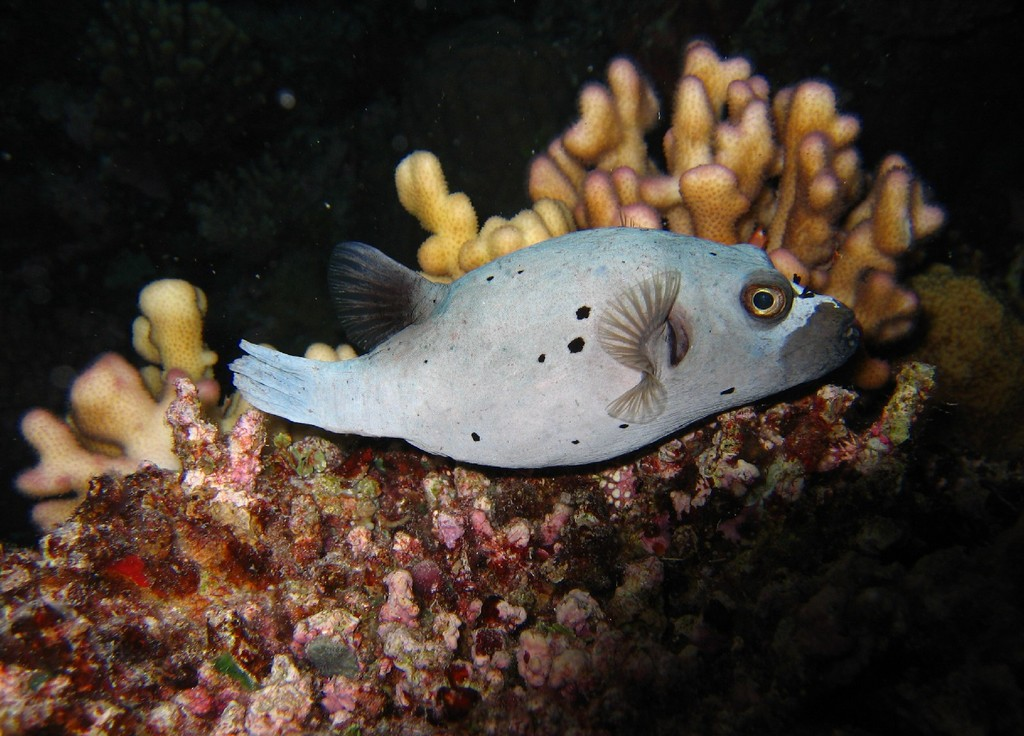
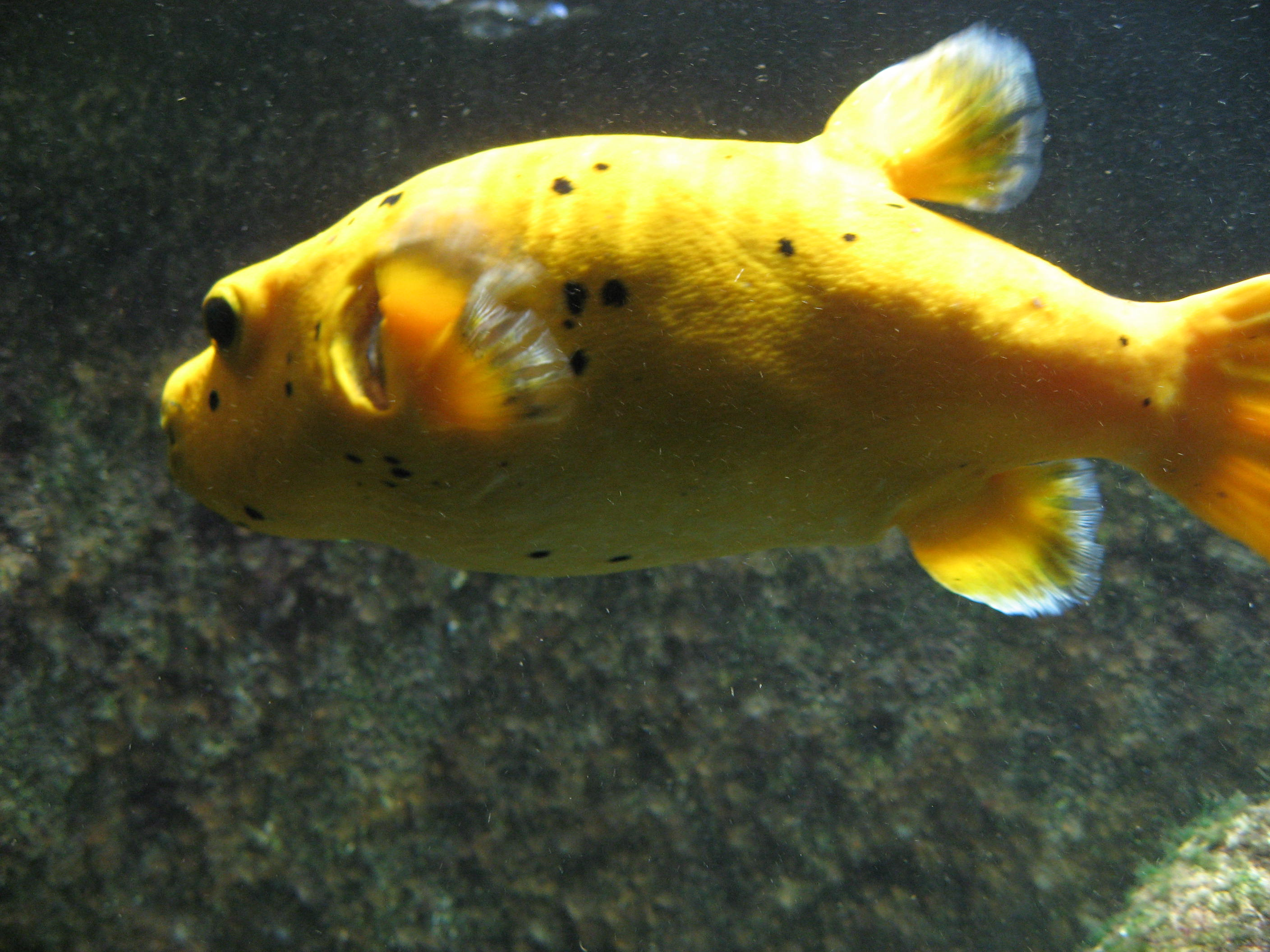